# Дюканж, Виктор
Викто́р Дюка́нж (фр. Victor Henri-Joseph Brahain Ducange; 24 ноября 1783 года, Гаага, Нижние Земли — 15 октября 1833 года, Париж, Франция) — французский романист и драматург, популярный в первой половине XIX века.

## Биография
Виктор Дюканж родился 24 ноября 1783 года в городе Гааге; сын секретаря французского посольства в Голландии. Учился в Париже. Служил по таможенному ведомству, потерял место в период Реставрации. С тех пор существовал как профессиональный и чрезвычайно плодовитый литератор.
Издавал либеральную газету Le Diable rose, ou le petit courrier de Lucifer. Сочинения Дюканжа нередко признавались антиправительственными и безнравственными, автор несколько раз попадал за них в тюрьму, в 1823 он был вынужден некоторое время скрываться в Бельгии.
Виктор Дюканж умер 15 октября 1833 года в столице Франции.

## Творчество

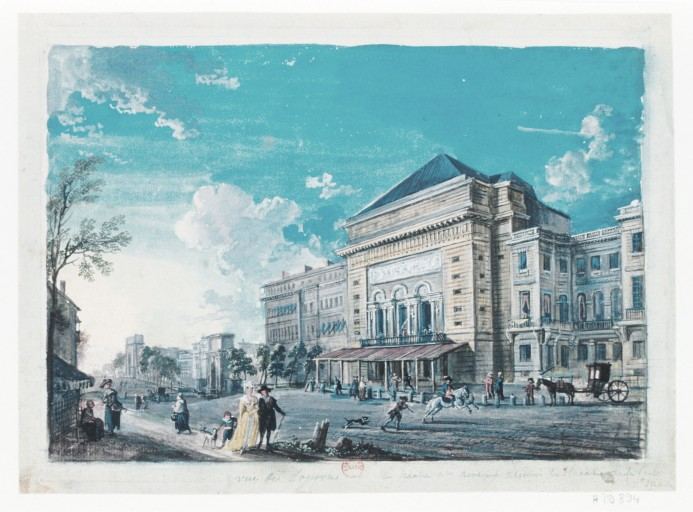
Театр Порт-Сен-Мартен (конец XVIII века)

Написал множество многотомных романов, но был ещё более известен пьесами, которые он часто сочинял в соавторстве (среди прочих, с Пиксерекуром) и которые с успехом шли в бульварных театрах Парижа. Наиболее популярная среди них — мелодрама Тридцать лет, или Жизнь игрока (1827, переработка комедии Ж.-Ф. Реньяра Игрок, в соавторстве с Жаком Феликсом Бёденом и Проспером Губо, премьера в театре Порт-Сен-Мартен), в которой блистали Фредерик Леметр и Мари Дорваль, а на российской сцене — Павел Мочалов, Леонид Леонидов. Дюканж был в своё время моден и знаменит, его пьесы шли в театрах разных стран Европы (на испанский язык одну из них перевел М. Х. де Ларра). Его сочинения поминаются в романах Бальзака, в России — в письмах Лермонтова, театральных обозрениях Гоголя, очерках Ф. М. Достоевского, у Владимира Одоевского и Николая Полевого. Известно крайне отрицательное отношение к уголовным сюжетам Дюканжа со стороны И. А. Крылова. Ему посвятил стихи А.Кольцов («Дюканж! ты чародей и милый и ужасный…»). Одну из мелодрам Дюканжа в студенческие годы перевел А. Ф. Кони. Его драматургия оказала влияние на А. Н. Островского, её следы историки литературы находят в драме Лермонтова Маскарад. Но уже во флоберовском Буваре и Пекюше (опубл. 1881) о Дюканже говорят как об авторе совершенно устаревшем и никому не известном.
В России драма Дюканжа Жизнь игрока в настоящее время записана на аудио в серии Литературные чтения (выпуск четвёртый).